# Quista albicostata
Quista albicostata är en fjärilsart som beskrevs av George Francis Hampson 1910. Quista albicostata ingår i släktet Quista och familjen tandspinnare. Inga underarter finns listade.